# Possibili scenari (singolo)
Possibili scenari è un singolo del cantautore italiano Cesare Cremonini, pubblicato il 12 ottobre 2018 come quarto estratto dall'album omonimo.

## Video musicale
Il videoclip, diretto da Gaetano Morbioli, è stato pubblicato il 23 ottobre 2018 attraverso il canale YouTube del cantante e mostra la Terra invasa da enormi forme colorate, simili a quella rappresentata nella copertina dell'album.

## Tracce
1. Possibili scenari – 5:11

## Formazione
Musicisti
- Cesare Cremonini – voce, cori, pianoforte, tastiera, chitarra elettrica ed acustica, batteria, programmazione, arrangiamento
- Alessandro Magnanini – chitarra elettrica ed acustica, tastiera, basso, sintetizzatore, batteria, cori, programmazione, arrangiamento strumenti ad arco, arrangiamento
- Nicola "Ballo" Balestri – basso, arrangiamento strumenti ad arco, arrangiamento ottoni
- Andrea Fontana – batteria
- Bruno Zucchetti – pianoforte, sassofono, programmazione
- Alessandro De Crescenzo – chitarra elettrica
- Nicola Peruch – pianoforte
- Vincenzo Vasi – theremin
- Davide Petrella – cori
- Nick Ingman – arrangiamento strumenti ad arco e ottoni, direzione orchestra

Produzione
- Walter Mameli – produzione
- Nicola Fantozzi – ingegneria del suono
- Olga Fitzroy – ingegneria del suono parti orchestrali
- Liam Nolan – missaggio ai Metropolis Studio di Londra
- Paul Norris – missaggio ai Metropolis Studio di Londra
- Sam Wheat – missaggio ai Metropolis Studio di Londra
- Nick Mills – assistenza al missaggio ai Metropolis Studio di Londra
- Daryl Johnson – assistenza al missaggio ai Metropolis Studio di Londra
- Michael Brauer – missaggio ai MBH di New York
- Steve Vealey – assistenza al missaggio ai MBH di New York
- John Davis – mastering ai Mestropolis Studio di Londra
- Joe LaPorta – mastering agli Sterling Sound di New York

## Successo commerciale
Possibili scenari ha ottenuto un discreto successo in Italia, entrando nella top 100 della Top Singoli. Al termine dell'anno è risultato essere il 97º brano più trasmesso dalle radio.

## Classifiche
| Classifica (2018) | Posizione massima |
| ----------------- | ----------------- |
| Italia            | 66                |